# Let There Be Light
Let There Be Light is een Amerikaanse documentaire uit 1946 geregisseerd door John Huston. 

De film was het laatste deel in een trilogie van oorlogsdocumentaires die Huston maakte in opdracht van de Amerikaanse regering gedurende de Tweede Wereldoorlog. De film liet zeer realistisch de psychiatrische behandeling zien die getraumatiseerden soldaten ondergingen. Direct nadat de film klaar was werd hij door het leger verbannen omdat het nieuwe soldaten mogelijk zou kunnen demotiveren. In de decennia daarna bleef de film verboden zodat de privacy van de soldaten getoond in de film beschermd werd. Pas in 1980 werd na lang gelobby van Jack Valenti de ban opgeheven. Een jaar later, in 1981, was de film genomineerd in de sectie Un certain regard op het Filmfestival van Cannes. Omdat de film een werk is in opdracht van de Amerikaanse regering bevindt het zich in het publiek domein. De film werd in 2010 opgenomen in de National Film Registry.